# Resseliella maccus
Resseliella maccus är en tvåvingeart som först beskrevs av Friedrich Hermann Loew 1862.  Resseliella maccus ingår i släktet Resseliella och familjen gallmyggor.
Artens utbredningsområde är District of Columbia. Inga underarter finns listade i Catalogue of Life.